# Achatinella apexfulva
Achatinella apexfulva là một loài ốc sinh sống trên cây, thở không khí Achatinellidae. Cá thể cuối cùng của loài này đã chết vào ngày 11 tháng 1 năm 2019.
Achatinella apexfulva là loài điển hình của chi Achatinella.

## Phân bố
Đây là loài đặc hữu của Hawaii, Hoa Kỳ.